# Gelis glacialis
Gelis glacialis là một loài tò vò trong họ Ichneumonidae.